# Carolyn Becker
Carolyn Marie Becker-Morel (ur. 8 listopada 1958 w Lynwood) – amerykańska siatkarka, medalistka igrzysk olimpijskich.

## Życiorys
Becker była w składzie reprezentacji Stanów Zjednoczonych, która zdobyła srebrny medal na Igrzyskach Panamerykańskich 1983 w Caracas. Wystąpiła na igrzyskach olimpijskich 1984 w Los Angeles. Zagrała wówczas we wszystkich trzech meczach fazy grupowej, wygranym półfinale z Peru oraz przegranym finale z Chinkami. W reprezentacji grała przez dziesięć lat. Obecnie Becker-Morel mieszka w Manteca. Jej brat Nick Becker również jest siatkarzem i medalistą olimpijskim. 